# Ізет Харачич
Ізет Харачич (босн. Izet Haračić, 16 липня 1965, Сараєво, СФРЮ) — боснійський бобслеїст. Брав участь у зимових Олімпійських іграх в 1994.